# Fondo Nacional del Ahorro
El Fons Nacional d'Estalvi (FNA) és una institució bancària creada, mitjançant el Decret Extraordinari 3118 de 1968, per administrar les cessanties dels empleats públics i treballadors oficials de Colòmbia. A través de la Llei 432 de 1998 es va transformar en una empresa Industrial i comercial de l'Estat, de caràcter financer de l'ordre nacional, la qual cosa li va permetre ampliar el seu mercat al sector privat. El seu propòsit està directament relacionat amb els fins de l'Estat, especialment sobre els drets de tots els colombians a tenir un Habitatge digne i accedir a l'educació.

## Productes i serveis[calcitació]

### Cessantia
La cessantia és una prestació social de caràcter especial que constitueix un estalvi forçós dels treballadors per auxiliar-los en cas de quedar a l'atur, la qual s'ha de pagar per regla general en acabar el contracte de treball i de manera excepcional com a simple bestreta per pagar, adquirir, construir, millorar o alliberar gravàmens de béns arrels destinats a l'habitatge del treballador o per finançar, pagar matricules i altres conceptes d'educació del treballador, el cònjuge, company permanent i fills.
L'auxili de cessanties està protegit per la llei i per això en principi és inembargable, irrenunciable i incedible d'acord amb els articles 340, 343 i 344 del Codi Substantiu del Treball.

### Estalvi Voluntari Contractual (AVC)
És un compte individual en la qual, per mitjà d'un contracte, el consumidor financer es compromet a consignar una suma fixa en una data escollida per tal que a l'any de l'estalvi aquest pugui tenir accés a l'estudi de crèdit per a habitatge.

### Crèdit hipotecari per cessantia
És el préstec per a habitatge que atorga el Fons Nacional de l'Estalvi a l'afiliat per mitjà les seves cessanties, sota les modalitats de:
- Compra d'habitatge nou o usada.
- Construcció i millora d'habitatge.
- Alliberament del gravamen hipotecari.

### Crèdit hipotecari per AVC
És el préstec que el Fons Nacional de l'Estalvi li atorga a l'afiliat per Estalvi Voluntari Contractual (AVC) per a la compra d'habitatge sota les modalitats de:
- Compra d'habitatge nou o usada.
- Millora i construcció d'habitatge.
- Alliberament de gravamen hipotecari.

### Crèdit educatiu
És un préstec que finança fins al 100% del valor de la matrícula per a cada període acadèmic, en programes d'educació superior (pregrau, postgrau, especialització, mestratge, doctorat i postdoctorat, aquestes tres últimes aColòmbia ia l'exterior). A més, carreres d'oficial o suboficial de les Forces Militars de la República de Colòmbia i de la Policia Nacional, educació continuada o cursos d'actualització i addicionalment crèdit per a estudis de l'idioma anglès.
Els usuaris del crèdit per a educació són: l'afiliat, el cònjuge o company permanent, fills, nets i nebots.